# Nuova Forneria
Nuova Forneria S.p.A. è stata una joint venture del settore dolciario tra i gruppi SME (51% delle quote), Barilla Dolciaria e Ferrero (che detenevano il restante 49% del capitale con quote paritetiche). 

## Storia
Alla società, che era stata costituita nel luglio 1990 dopo lo scioglimento di Alivar, capogruppo dolciaria della SME, erano state conferite le attività del settore dei prodotti da forno a consumo continuativo della SME (le "Merendine Motta") in un'ottica di iniziale, parziale privatizzazione del comparto alimentare dell'IRI.
La società fu poi ceduta nel dicembre 1995 alla Parfin Holding dell'imprenditore Armando Cecchetti (già proprietario dei supermercati SIDIS), dopo che Barilla e Ferrero avevano rinunciato al loro diritto di prelazione per il rilevamento dell'intero capitale della società.
Nuova Forneria (e le annesse attività di produzione) fu poi successivamente ceduta nel 2002 al Gruppo Bistefani (che ne trasformò la ragione sociale in Gruppo Buondì-Bistefani); nel marzo del 2006 venne inoltre chiuso lo storico sito produttivo di Cornaredo (MI) e la produzione delle merendine venne spostata negli stabilimenti di Bistefani a Villanova Monferrato (AL).

## Situazione attuale
Nel 2013 l'intero Gruppo Bistefani è stato rilevato da Bauli, che aveva a sua volta rilevato da Nestlé il marchio Motta per le attività dei prodotti da forno a consumo festivo (ovvero i panettoni), riunendo così di fatto sotto un'unica proprietà le attività dolciarie e da forno a marchio Motta come ai tempi della gestione SME (ad eccezione del ramo gelati, rimasto in mano a Nestlé fino al 2016 e poi anch'esso ceduto dalla multinazionale svizzera a Froneri). Bauli nel marzo 2016 ha chiuso lo stabilimento Bistefani di Casale Monferrato, sito produttivo dove la società piemontese aveva trasferito le attività di Nuova Forneria, spostandole nella sua fabbrica di Castel d'Azzano (VR).